# Сестрика
Сестрика (ісп. Sestrica) — муніципалітет в Іспанії, у складі автономної спільноти Арагон, у провінції Сарагоса. Населення — 402 особи (2010).
Муніципалітет розташований на відстані близько 210 км на північний схід від Мадрида, 60 км на захід від Сарагоси.
На території муніципалітету розташовані такі населені пункти: (дані про населення за 2010 рік)
- Сестрика: 356 осіб
- Вівер-де-ла-Сьєрра: 46 осіб

## Демографія
Динаміка населення (INE ):